# Ponto e vírgula
O ponto e vírgula (pré-AO 1990: ponto-e-vírgula) – representado pelo símbolo ; – é um caractere utilizado pela gramática para separar orações. Um ponto e vírgula pode ser usado entre duas cláusulas independentes, desde que elas não estejam unidas por uma conjunção coordenativa. O ponto e vírgula também pode ser usado no lugar de vírgulas para separar itens em uma lista, especialmente quando os elementos dessa lista contiverem vírgulas.
Em português, o ponto e vírgula nunca encerra nenhuma frase e, sendo assim, depois dele o gramaticalmente correto é usar sempre letra minúscula — a não ser, obviamente, quando se tratar de nomes próprios, isto é, os de pessoas, lugares, empresas etc.

## Emprego
O ponto e vírgula marca uma pausa maior que a da vírgula, no entanto menor que a do ponto. É empregado para:
- Separar as partes de um período;
- Separar orações coordenadas que sejam quebradas no seu interior por vírgula; para marcar pausa maior entre as orações;
  - Não esperava outra coisa; afinal, eu já havia sido avisado.
- Acentuar o sentido adversativo antes da conjunção;
- Separar orações coordenadas que se contrabalançam em força expressiva (formando antítese, por exemplo):

- - Muitos se esforçam; poucos conseguem.
  - Uns trabalham;  outros descansam.
- Separar orações com certa extensão, que dificultem a compreensão e respiração;

- - Os jogadores de futebol olímpico reclamaram com razão das constantes críticas do técnico; porém, o teimoso técnico ficou completamente indiferente aos apelos dos atletas.
- Enumerar itens distintos:

- - a) (Item 1º);
  - b) (Item 2º);
  - c) (Item 3º);
- Separar itens de uma enumeração (em leis, decretos, portarias, regulamentos, etc):

- - lei número 1234;
  - lei número 1235;
  - lei número 1236;

## Linguagens de programação
Em algumas linguagens de programação de computador, como C++, C# e Java, o ponto e vírgula é utilizado para separar as instruções que constituem um programa de computador, enquanto em outras este caractere tem funções diferentes, como Assembly por exemplo, onde o ponto e vírgula é utilizado para indicar uma parte do código que o programa não deve executar ou ler.

## Outros usos
Em meados de 2013, foi criado um projeto pelas redes sociais, chamado Project Semicolon (Ponto e vírgula em inglês), que busca trazer conforto à pessoas com tendências depressivas e/ou suicidas. A tatuagem de ponto e vírgula é usado pelo movimento como um símbolo de resiliência, força e esperança para indivíduos com problemas de saúde mental.